# Maria Aurèlia Capmany i Farnés
Maria Aurèlia Capmany i Farnés (Barcellona, 3 agosto 1918 – Barcellona, 2 ottobre 1991) è stata una scrittrice spagnola.
Scrittrice in lingua catalana, oltre che intellettuale, drammaturga e sceneggiatrice, è stata anche una eminente femminista, attivista culturale e antifranchista.

## Biografia
Nipote dell'intellettuale Sebastià Farnés, autore della Paremiología catalana comparada, e figlia di Aureli Capmany i Farrés, folklorista e collaboratore di riviste per bambini, passò la sua giovinezza nella casa di famiglia vicino alla Rambla, a Barcellona. Studiò all’Institut-Escola de la Generalitat  e si laureò in Filosofia all' Università di Barcellona nel dopoguerra.

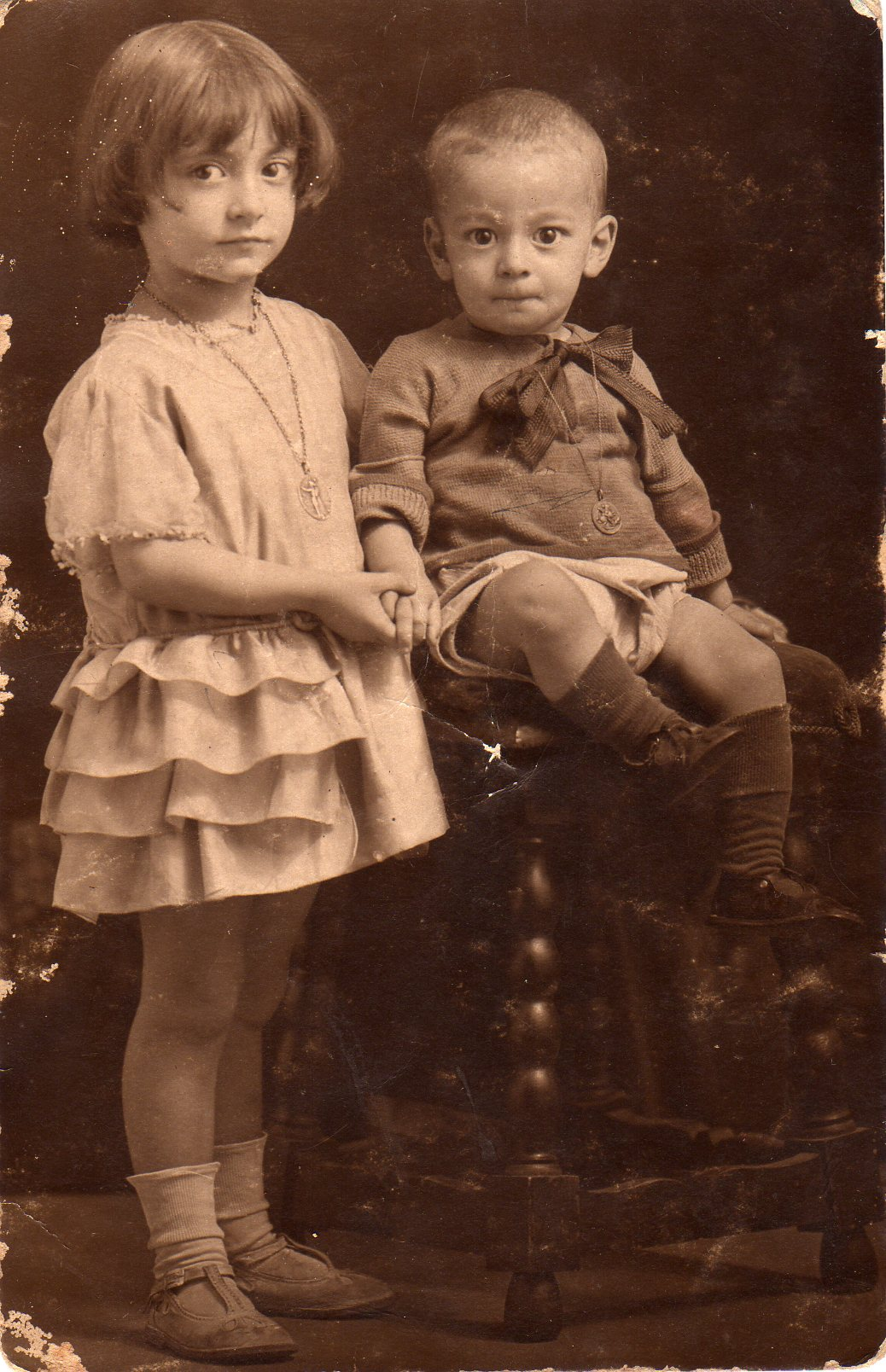
Maria Aurèlia Capmany a 3 anni, con suo fratello Jordi.

Fu insegnante durante gli anni '40 e '50 all'Istituto Albéniz di Badalona e alla Scuola Isabel di Villena di Barcellona. Lavorò anche come incisore di vetro, lavoro che aveva appreso ai tempi dell'università.
Con il suo primo romanzo Necessitem morir (Dobbiamo morire), pubblicato solo nel 1952, arrivò alla finale del premio Joanot Martorell di 1947, premio che vinse l'anno seguente con El cel non és transparent (Il cielo non è trasparente). Il suo prestigio come narratrice giunse con romanzi come Betúlia, Il gust della pols e specialmente Un lloc tra els morts, che vinse il premio premio Sant Jordi nel 1968. Nel 1981 ricevette il Premio Ramon Fuster, conferitole dalla Scuola Ufficiale di Dottori e Laureati in Filosofia, in Lettere e in Scienze della Catalogna, e nel 1983 vinse il Premio Critico Serra d'Or per la letteratura orientata a giovani e bambini con il El malefici de la reina d'Hongria (i malefici della Regina d'Ungheria).
Fu una delle scrittrici catalane più versatili, giacché oltre la narrativa si dedicò alla traduzione; coltivò il teatro, la saggistica e altri generi letterari.
Nel campo della drammaturgia, fondò nel 1959 accanto a Ricard Salvat la Scuola d'Arte Drammatica Adrià Gual. Ricoprì i ruoli di professoressa, attrice e da preside. Oltretutto, presentò opere proprie, come Preguntes i respostes sobre la vida i la mort de Francesc Layret advocat dels obrers de Catalunya (Domande e risposte sulla vita e la morte di Francesc Layret, avvocato dei lavoratori catalani), incentrato sulla figura di Layret, un eminente avvocato per i diritti degli operai della Catalogna che morì assassinato nel 1920.
Come saggista, la Capmany eccelse per le sue opere riguardanti la condizione della donna, specialmente con La dona a Catalunya (La donna in Catalogna: consapevolezza e condizione) del 1966. Nello stesso anno, prese parte alla Caputxinada, un raduno contro le politiche del dittatore Francisco Franco. La scrittrice dedicò numerosi articoli a diversi aspetti della cultura e della società catalana. Si distinsero anche i suoi libri di memorie quali  Pedra de toc (1 e 2), Mala memòria, e Això era i no era.
Partecipò ed intervenne al "Míting della Llibertat" (Adunanza della libertà) il 22 giugno 1976 e al processo costituente del Partito Socialista di Catalogna-Congresso nel novembre del 1976.
Fu consigliera e responsabile e degli ambiti di cultura ed editoria nel Comune di Barcellona durante le prime legislature con il Partito dei Socialisti di Catalogna al potere, e membro della Diputación di Barcellona dal 1983 fino a alla sua morte. Fu anche membro dell'Associazione di Scrittori in Lingua Catalana, e presidentessa del Centro Català del Pen Club.
Morì dopo una lunga malattia il 2 ottobre 1991 a Barcellona e fu sepolta nel Cimitero di Collserola.

## Opere

### Opera completa
- Opera completa (7 volumi). Barcellona: Colonna, 1993 – 2000 (edizione a carico di Guillem-Jordi Graells)

La Capmany realizzò una ampia e variegata opera in diversi generi.

### Romanzo
- Necessitem morir. Barcelona: Aymà, 1952 / Barcelona: Proa, 1977
- L'altra ciutat. Barcelona: Selecta, 1955
- Tana o la felicitat. Palma de Mallorca: Moll, 1956
- Betúlia. Barcelona: Selecta, 1956
- Ara. Barcelona: Albertí, 1958/ Barcelona: Plaza & Janés, 1988
- Traduït de l'americà. Barcelona: Albertí, 1959
- El gust de la pols. Barcelona: Destino, 1962 / Barcelona: Edicions 62, 1986
- La pluja als vidres. Barcelona: Club Editor, 1963
- El desert dels dies. Barcelona: Occitània, 1966
- Un lloc entre els morts. Barcelona: Nova Terra, 1967 / Barcelona: Laia, 1979 / Barcelona: Edicions 62, 1984 / Barcelona: Proa, 1999
- Feliçment, jo sóc una dona. Barcelona: Nova Terra, 1969 / Barcelona: Laia, 1983 / Barcelona: Barcanova, 1994
- Vitrines d'Amsterdam. Barcelona: Club Editor, 1970
- Quim-Quima. Barcelona: Estela, 1971 / Barcelona: Laia, 1977 / Barcelona: Planeta, 1991
- El jaqué de la democràcia. Barcelona: Nova Terra, 1972 / Barcelona: La Magrana, 1987
- Vés-te'n ianqui. Barcelona: Laia, 1980 / Barcelona: Barcanova, 2006
- Lo color més blau. Barcelona: Planeta, 1983
- El cap de Sant Jordi. Barcelona: Planeta, 1988.

### Narrativa Breve
- Com una mà. Palma de Mallorca: Moll, 1952
- Cartes impertinents de dona a dona. Palma de Mallorca: Moll, 1971
- Numnius Dexter Optatur, Papa de Roma. Barcelona: Tarot, 1971
- Coses i noses. Barcelona: La Magrana, 1980
- Fumar o no fumar: vet aquí la qüestió (con Pere Calders). Barcelona: Destino, 1988
- Aquelles dames d'altres temps. Barcelona: Planeta, 1990
- De veu a veu: contes i narracions. [amb Montserrat Roig]. Barcelona: Cercle de Lectors, 2001

### Letteratura per bambini
- Anna, Bel i Carles. Barcelona: Lumen, 1971
- Ni teu, ni meu. Barcelona: La Galera, 1972
- L'alt rei en Jaume. Barcelona: Aymà, 1977
- Àngela i els vuit mil policies. Barcelona: Laia, 1981
- El malefici de la reina d'Hongria o Les aventures dels tres patrons de nau. Barcelona: Barcanova, 1982
- Contes. Barcelona: Publicacions de l'Abadia de Montserrat, 1993
- La rialla del mirall. Barcelona: Empúries, 1989

### Teatro
- Tu i l'hipòcrita. Palma de Mallorca: Moll, 1960
- Vent de garbí i una mica de por. Palma de Mallorca: Moll, 1968
- Preguntes i respostes sobre la vida i la mort de Francesc Layret, advocat dels obrers de Catalunya.  [con Xavier Romeu i Jover]. París: Edicions * Catalanes de París, 1970 / Madrid: Moisés Pérez Coterillo, 1976 / Barcelona: Institut del Teatre-Diputació de Barcelona, 1992
- L'ombra de l'escorpí. València: Gorg, 1974
- El cavaller Tirant. Barcelona: Edebé, 1974
- Tirant lo Blanc. València: Eliseu Climent / 3i4, 1980
- Ca, barret!  [con Jaume Vidal Alcover]. Palma de Mallorca: Moll, 1984

### Saggistica
- Cita de narradors (con Manuel de Pedrolo, Jordi Sarsanedas, Joan Perucho e Josep M. Espinàs). Barcelona: Selecta, 1958
- Historias de Barcelona [fotografie di A. Basté]. Barcelona: Barrigotic, 1963
- La dona a Catalunya: consciència i situació. Barcelona: Ed. 62, 1966
- Dia sí, dia no: apunts sobre la nostra societat actual. Barcelona: Llibres de Sinera, 1968
- La dona catalana. Barcelona: Mateu, 1968
- Els vells. Barcelona: Mateu, 1968
- La joventut és una nova classe? Barcelona: Edicions 62, 1969
- El feminismo ibérico. Vilassar de Mar: Oikos-tau, 1970
- De profesión mujer. Esplugues de Llobregat: Plaza & Janés, 1971
- Salvador Espriu. Barcelona: Dopesa, 1972
- El feminisme a Catalunya. Barcelona: Nova Terra, 1973
- Poema i vers o El cor salvatge de Carles Riba. Barcelona: Institut d'Estudis Hel·lènics - Departament de Filologia Catalana, Universitat de Barcelona, 1973
- Carta abierta al macho ibérico. Madrid: Ediciones 99, 1973
- El comportamiento amoroso de la mujer. Barcelona: Dopesa, 1974
- La dona. Barcelona: Dopesa, 1976
- Cada cosa en el seu temps i lectura cada dia. Barcelona: Dopesa, 1976
- Subirachs o el retrat de l'artista com a escultor adult. Barcelona: Dopesa, 1976
- La dona i la Segona República. Barcelona: Ed. 62, 1977
- Temps passat, notícia d'avui: una història de Catalunya. Barcelona: Vicens Vives, 1978
- Dies i hores de la Nova Cançó. Barcelona: Abadia de Montserrat, 1978
- Antifémina (con Colita). Madrid: Editora Nacional, 1978
- En busca de la mujer española. Barcelona: Laia, 1982
- Diàlegs a Barcelona: M. Aurèlia Capmany, Pasqual Maragall [versione trascritta da Xavier Febrés]. Barcelona: Ajuntament de Barcelona-Laia, 1984
- Retrobar Barcelona [amb Jaume Sobraqués]. Barcelona: Lunwerg, 1986
- Fem memòria. El port de Barcelona. Barcelona: Lunwerg, 1990
- ¿Qué diablos es Cataluña? Madrid: Temas de hoy, 1990
- Barcelona entre mar i muntanya. Barcelona: Polígrafa, 1992

### Diari e memorie
- Pedra de toc (2 vol.). Barcelona: Nova Terra, 1970 – 1974
- Dietari de prudències. Barcelona: La Llar del Llibre, 1981
- Mala memòria. Barcelona: Planeta, 1987
- Això era i no era. Barcelona: Planeta, 1989

### Commedia
- Dona, doneta, donota (con Avel·lí Artís-Gener). Barcelona: EDHASA, 1979

### Sceneggiature
- L'alt rei en Jaume. Televisió, 1977 – 1978
- La nina. Televisió, 1977-1978 [basato sulla Casa delle bambole di Ibsen).
- Tereseta-que-baixava-les-escale. Televisión, 1977-1978 [basato sull'omonima di Salvador Espriu]
- Aquesta nit no vindrem a sopar. Televisión, 1978 – 1979
- La nit catalana. Televisión, 1978-1979
- Temps passat, notícia d'avui. Ràdio 4, 1979
- Història de Catalunya, 1977-1978 (45 capítulos). Radio. edizione in cassette(1979).
- Les nits de la tieta Rosa. Televisión, 1980

## Traduzioni

### Dal francese
- BALZAC, Honoré de: L'última encarnació de Vautrin. Barcelona: Nova Terra, 1972
- DURAS, Marguerite: Un dic contra el pacífic [Un barrage contre le Pacifique]. Barcelona: Edicions 62, Col. El Balancí 2, 1965
- FOURNIER, Alain: El gran Meaulnes [Le grand Meaulnes]. Barcelona: Edicions 62, Col. El Trapezi 10, 1966
- KASSAK, Fred: Carambolades [Carambolages]. Barcelona: Edicions 62, Col. La cua de palla, 1963
- LAFONT, Robert: Història de la literatura occitana. Barcelona: Dopesa, Col. Pinya de Rosa 8 i 9, 1973
- PROUST, Marcel: A la recerca del temps perdut [À la recherche du temps perdu]. Barcelona: Columna, 1990-1991 [amb Jaume Vidal Alcover]
- SARTRE, Jean-Paul: Fenomenologia i existencialisme [L'existencialisme est un humanisme]. Barcelona: Laia, 1982
- SIMENON, Georges: Liberty Bar. Barcelona: Edicions 62, Col. La cua de palla 28, 1965
- SIMENON, Georges: El gos groc [Le chien jaune]. Barcelona: Edicions 62, Col. La cua de palla 48, 1966 / Barcelona: Àrea, 1989 / Barcelona: Columna, 1995
- SIMENON, Georges: La nit de la cruïlla [La nuit du carrefour]. Barcelona: Edicions 62, Col. La cua de palla, 1966
- SIMENON, Georges: L'Ombra xinesa. Barcelona: Edicions 62, Col. La cua de palla 54, 1967
- SIMENON, Georges: Maigret i el client del dissabte [Maigret et le client du samedi]. Barcelona: Edicions 62, Col. La cua de palla 62, 1968
- SIMENON, Georges: Signat Picpus [Signée Picpus]. Barcelona: Edicions 62, Col. La cua de palla 65, 1968
- STEWART, Terry: Mà forta [La belle vie]. Barcelona: Edicions 62, Col. La cua de palla 2, 1963
- VÉRY, Pierre: El senyor Marcel de la funerària. Barcelona: Edicions 62, Col. La cua de palla 19, 1964
- VÉRY, Pierre: Goupi Mans-Roges [Goupi Mans-Rouges]. Barcelona: Edicions 62, Col. La cua de palla 16, 1964

### Dell'italiano
- Italo Calvino: El baró rampant [Il barone rampante]. Barcelona: Edicions 62, Col. El Balancí 7, 1965 / Barcelona: Avui, 1995
- Carlo Cassola: La tala del bosc [Il taglio del bosco]. Barcelona: Edicions 62, Col. El Trapezi 8, 1966
- Luigi Chiarini: Art i tècnica del film [Arte e tecnica del film]. Barcelona: Edicions 62, Col. A l'abast 13, 1967
- Leo Lionni: Frederick. Barcelona: Lumen, 1969
- Pier Paolo Pasolini: Una vida violenta [Una vita violenta]. Barcelona: Edicons 62, Col. El Balancí 32, 1967
- Cesare Pavese: La lluna i les fogueres [La luna e il falò]. Barcelona: Edicions 62, Col. El Balancí 12, 1965
- Luigi Pirandello: Aquesta nit improvisem [Questa notte si recita a soggetto]. Barcelona: Institut del Teatre-Diputació de Barcelona, 1996
- Vasco Pratolini: Crònica dels pobres amants [Cronache di poveri amanti]. Barcelona: Edicions 62, Col. El Balancí 1, 1965
- Vasco Pratolini: Metel·lo [Metello]. Barcelona: Edicions 62, Col. El Balancí 15, 1966
- Elio Vittorini: Conversa a Sicília [Conversazione in Sicilia]. Barcelona: Edicions 62, Col. El Balancí 19, 1966

### Dall'inglese
- CAIN, James M.: Doble indemnització [Double Indemnity]. Barcelona: Edicions 62, Col. La cua de palla 28, 1965

### Fonti
- Caampillo, Maria i Castigliani, Jordi (1988). “Maria Aurèlia Capmany”, In Història della letteratura catalana, vol. 11. Barcellona: Ariel, pàgs. 62-71.
- DD.AA. (1986).  Maria Aurèlia Capmany In els seus millors escrits. Barcellona: Miquel Arimany editore.
- DD.AA. (1991). Montserrat Roig/ Maria Aurèlia Capmany in homenatge. Barcellona: Institució di gli Lletres Catalani.
- DD.AA. (1992). Maria Aurèlia Capmany Farnés (1918-1991). Barcellona: Comune di Barcellona.
- DD.AA. (2002). Un lloc tra els vius. Homenatge A Maria Aurèlia Capmany. Barcellona: Partit dels Socialistes di Catalogna.
- DD.AA. (1992). Maria Aurèlia Capmany: homenatge. Barcellona: Comune di Barcellona/Centri Català del Pen Club.
- DD.AA. (1993). Catalan Review. International Journal of Catalan Culture. Woman, History and Nation in the Works of Montserrat Roig and Maria Aurèlia Capmany. Vol. VII, núm. 2.
- DD.AA. (1994). Feliçment sóc Una dona: homenatge a Maria Aurèlia Capmany. Barcellona: Comune di Barcellona.
- DD.AA. (2002). “Universi” dins l'Univers: elles hi són: Giornata homenatge a Maria Aurèlia Capmany i Montserrat Roig. Barcellona: Institut Català della Dona.
- Fundació Maria Aurèlia Capmany i Reñé Ferrando, Teresa (2002). Ciutadana Maria Aurèlia Capmany: escriptora i Dona d'acció. Barcellona: Fundació Maria Aurèlia Capmany.
- Graells, Guillem-Jordi (1990). “Maria Aurèlia Capmany, Un bosc per a viure-hi”, Serra d'Or, març 1990.
- (1992). Maria Aurèlia Capmany. Barcellona: Diputació di Barcellona.
- (1992). “Presentació”, Domandhi i respostes sopra la vita i la mort di Francesc Layret, advocat dels obrers di Catalogna, Maria Aurèlia Capmany i Xavier Romeu. Barcellona: Institut del Teatre.
- (1992). “La narrativa di Maria Aurèlia Capmany, un calidoscopi fascinant”, Maria Aurèlia Capmany Farnés (1918-1991). Barcellona: Comune di Barcellona, pàgs. 95-128.
- (1993). “La producció literària di Maria Aurèlia Capmany I. La novella·la (a)”, Opera Completa I di Maria Aurèlia Capmany. Barcellona: Colonna, pàgs. IX-XXVIII.
- (1994). “La producció literària di Maria Aurèlia Capmany II. La novella·la (b)”, Opera Completa II di Maria Aurèlia Capmany. Barcellona: Colonna, pàgs.IX-XXIII.
- (1995). “La producció literària di Maria Aurèlia Capmany III. La novella·la (c)”, Opera Completa III di Maria Aurèlia Capmany. Barcellona: Colonna, pàgs.XI-XXIII.
- (1996). “La producció literària di Maria Aurèlia Capmany IV. La narrativa breu. Apèndix: Il cel non és transparent”, Opera Completa IV di Maria Aurèlia Capmany. Barcellona: Colonna, pàgs. XI-XXV.
- (1998).  “La producció literària di Maria Aurèlia Capmany V. Teatre”, Opera Completa V di Maria Aurèlia Capmany. Barcellona: Colonna, pàgs.XI-XXXVIII.
- (1997). “La producció literària di Maria Aurèlia Capmany 6. Memòries”, ”, Opera Completa VI di Maria Aurèlia Capmany. Barcellona: Colonna, pàgs. XI-XXII.
- (2000). ““La producció literària di Maria Aurèlia Capmany VII. La dona”, Opera Completa VII di Maria Aurèlia Capmany. Barcellona: Colonna, pàgs. V-XII.
- Julià, Lluïsa (1999). “Quan Gli doni fumino. Maria Aurèlia Capmany-Simone Di Beauvoir”, Memòria di l'aigua. Onze escriptores i Il seu món, Lluïsa Julià (ed.),  Barcellona: Proa, pàg. 89-122.
- Nadal, Marta (1991).  “Maria Aurèlia Capmany: Combativity and tenderness in A writer from Barcellona”, Catalan Writing, núm. 7. pàgs. 25-37.
- Pablos, M. Del Mare (2001). Il fons documentale Vidal-Capmany dipositat alla biblioteca dell'Universitat Rovira i Virgili: tractament i descripció. Tarragona: Universitat Rovira i Virgili.
- Palau, Montserrat (2008). Maria Aurèlia Capmany. Escriure La vita in femení, Tarragona: Arola.
- Palau, Montserrat i Martínez Gili, Raül-David (eds.) (2002). Maria Aurèlia Capmany: l'afirmació Nella paraula,  Valls: Cossetània.
- Pedrolo, Manuel Di (1974). “Impressions-expressions Sopra tre novello·gli di la Maria Aurèlia Capmany”, Opera Completa. vol. I. Barcellona: Editoriale Nova Terra.
- Pessarrodona, Marta (1996). Maria Aurèlia Capmany, Un retrat. (Fotografies Di Pilastro Aymeric). Barcellona: Institut Català della Dona.
- Pons, Agustí (2000). Maria Aurèlia Capmany. L'època d'Una dona. Barcellona: Colonna.
- Sarsanedas, Jordi (1958). “Llegeixo Gli novella·gli di Maria Aurèlia Capmany”, Appuntamento di narradors. Barcellona: Ed. Selecta.
- Vidal Alcover, Jaume (1986). Maria Aurèlia Capmany In els seus millors escrits. Barcellona: Miquel Arimany editore, pàgs. 7-31.
- Jaume Vidal Alcover i Maria Aurèlia Capmany A scena. (2012)[1]